# 蕭雲從
蕭雲從（1596年—1673年），字尺木，号默思，又号无闷道人、钟山老人等，安徽芜湖人。明末清初画家。

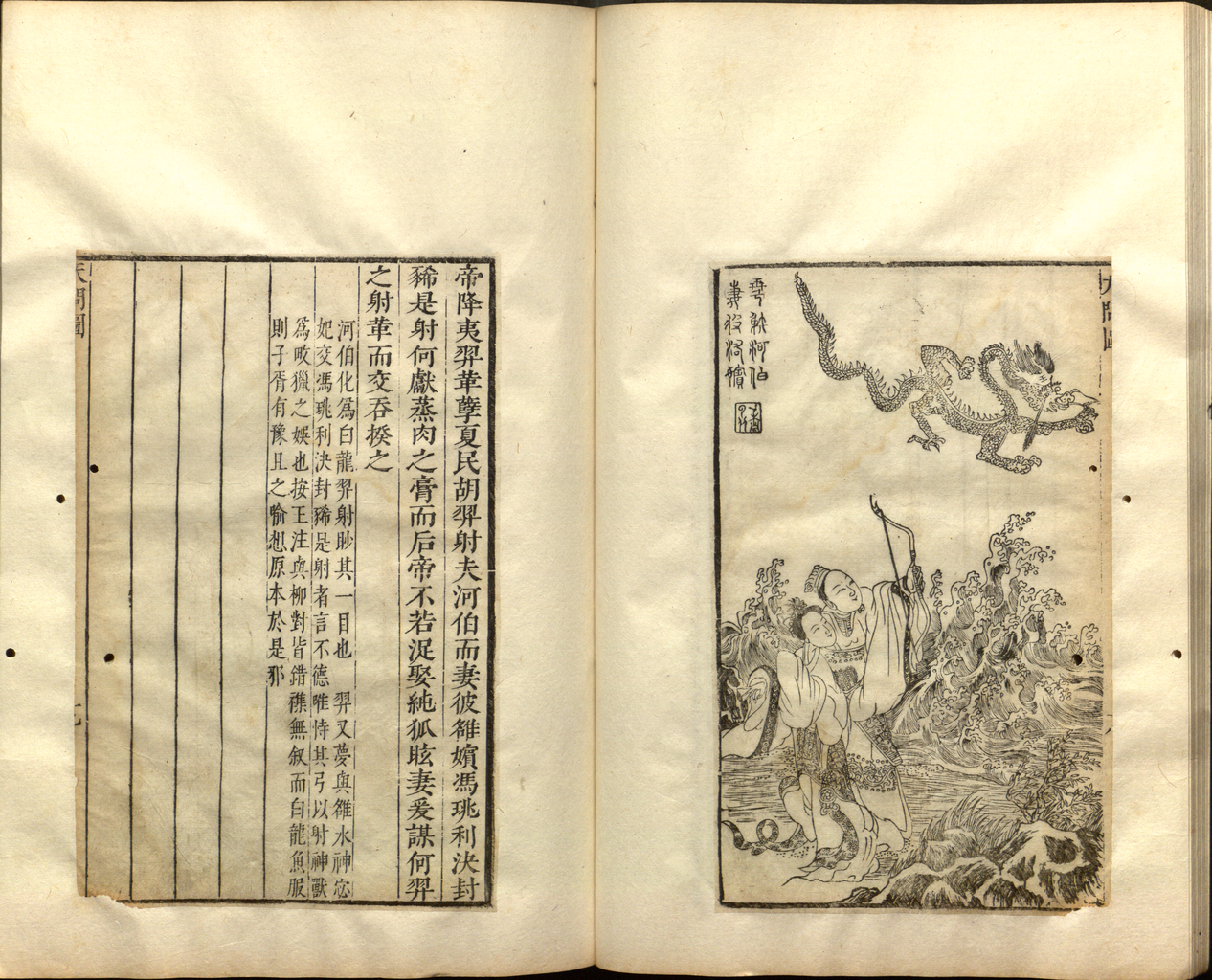
蕭雲從《蕭尺木離騷圖》書影

## 生平
明崇祯十一年（1638年）入复社，入清隐居不仕。蕭雲從精六书，工诗文，善山水，兼长人物、花卉。其人物画主承宋李公麟之白描法，亦吸收明陈洪绶之长。其山水画笔墨清疏苍秀，自成一家。